# Michelle Borth
Michelle Borth (ur. 19 sierpnia 1978 w Nowym Jorku) – amerykańska aktorka, która wystąpiła m.in. w serialach Bezimienni, Powiedz, że mnie kochasz i Hawaii Five-0.

## Filmografia

### Film
| Rok  | Tytuł                                   | Rola                    | Uwagi       |
| ---- | --------------------------------------- | ----------------------- | ----------- |
| 2002 | Apartment                               |                         | krótkometr. |
| 2002 | In Your Face                            | Brittany Jarvis         |             |
| 2003 | Silent Warnings                         | Katrina Munro           | film DVD    |
| 2003 | Wonderland                              | Sonia                   |             |
| 2004 | The Sisterhood                          | Devin Sinclair          | film DVD    |
| 2006 | Rampage: The Hillside Strangler Murders | Nicole                  | film DVD    |
| 2006 | Trespassers                             | Ashley                  |             |
| 2007 | Lucky You – Pokerowy blef               | dziewczyna Josha Cohena |             |
| 2009 | TiMER                                   | Steph DuPaul            |             |
| 2011 | Zróbmy sobie orgię                      | Sue Plummer             |             |
| 2013 | Easy Rider: The Ride Back               | Vanessa Monteague       |             |
| 2016 | Teenage Cocktail                        | Lynn Fenton             |             |
| 2019 | Shazam!                                 | Mary Shazam             |             |

### Telewizja
| Rok             | Tytuł                                | Rola                | Uwagi                                    |
| --------------- | ------------------------------------ | ------------------- | ---------------------------------------- |
| 2002            | Luz we dwóch                         | Carly               | 1 odc.                                   |
| 2004            | Pępek świata                         | Peggy               | 1 odc.                                   |
| 2005            | Komodo kontra kobra                  | dr Susan Richardson | film TV                                  |
| 2005            | Freddie                              | Nikki               | 1 odc.                                   |
| 2007            | Nie z tego świata                    | Carmen Porter       | 1 odc.                                   |
| 2007            | Powiedz, że mnie kochasz             | Jamie               | 10 odcinków                              |
| 2008            | Prawo i porządek: sekcja specjalna   | Avery Hemmings      | 1 odc.                                   |
| 2008            | Detoks                               | Lisa                | 1 odc.                                   |
| 2009–2010       | Bezimienni                           | Candace Butler      | 17 odcinków                              |
| 2010            | Matadors                             | Juliana Lodari      | Film telewizyjny                         |
| 2010            | Gra pozorów                          | Sharon Perry        | odc. „Personal Effects” i „Dead Flowers” |
| 2010–2016, 2018 | Hawaii Five-0                        | Catherine Rollins   | w gł. obsadzie                           |
| 2011            | Combat Hospital                      | Rebecca Gordon      | 13 odcinków                              |
| 2018            | Mroczny sekret niani (Devious Nanny) | Elise               | film TV                                  |